# ISO 3166-2:AF
ISO 3166-2:AF és el subconjunt per a l'Afganistan de l'estàndard ISO 3166-2 publicat per l'Organització Internacional per Estandardització (ISO) que defineix els codis de les principals subdivisions administratives.
Actualment per a l'Afganistan, l'estàndard ISO 3166-2 està format per 34 províncies.
Cada codi consisteix en dues parts, separades per un guió. La primera part és AF, el codi ISO 3166-1 alfa-2 per a l'Afganistan. La segona part són tres lletres.

## Codis actuals
Els noms de les subdivisions estan llistades segons l'ISO 3166-2 publicat per la "ISO 3166 Maintenance Agency" (ISO 3166/MA)
| Codi   | Nom de la subdivisió (fa), (ps) (BGN/PCGN 1968) | Nom de la subdivisió (ca) | Nom de la subdivisió (fa) |
| ------ | ----------------------------------------------- | ------------------------- | ------------------------- |
| AF-BDS | Badakhshān                                      | Badakhxan                 | بدخشان                    |
| AF-BDG | Bādghīs                                         | Badghis                   | بادغیس                    |
| AF-BGL | Baghlān                                         | Baghlan                   | بغلان                     |
| AF-BAL | Balkh                                           | Balkh                     | بلخ                       |
| AF-BAM | Bāmyān                                          | Bamiyan                   | بامیان                    |
| AF-DAY | Dāykundī                                        | Daykundi                  | دایکندی                   |
| AF-FRA | Farāh                                           | Farah                     | فراه                      |
| AF-FYB | Fāryāb                                          | Faryab                    | فاریاب                    |
| AF-GHA | Ghaznī                                          | Ghazni                    | غزنى                      |
| AF-GHO | Ghōr                                            | Ghor                      | غور                       |
| AF-HEL | Helmand                                         | Helmand                   | هلمند                     |
| AF-HER | Herāt                                           | Herat                     | هرات                      |
| AF-JOW | Jowzjān                                         | Jowzjan                   | جوزجان                    |
| AF-KAB | Kābul                                           | Kabul                     | کابل                      |
| AF-KAN | Kandahār                                        | Kandahar                  | قندهار                    |
| AF-KAP | Kāpīsā                                          | Kapisa                    | کاپیسا                    |
| AF-KHO | Khōst                                           | Khost                     | خوست                      |
| AF-KNR | Kunar                                           | Kunar                     | کنر                       |
| AF-KDZ | Kunduz                                          | Kunduz                    | کندز                      |
| AF-LAG | Laghmān                                         | Laghman                   | لغمان                     |
| AF-LOG | Lōgar                                           | Lowgar                    | لوگَر                      |
| AF-NAN | Nangarhār                                       | Nangarhar                 | ننگرهار                   |
| AF-NIM | Nīmrōz                                          | Nimruz                    | نیمروز                    |
| AF-NUR | Nūristān                                        | Nuristan                  | نورستان                   |
| AF-PKA | Paktīkā                                         | Paktika                   | پکتیکا                    |
| AF-PIA | Paktiyā                                         | Paktiya                   | پکتیا                     |
| AF-PAN | Panjshayr                                       | Panjshir                  | پنجشیر                    |
| AF-PAR | Parwān                                          | Parwan                    | پروان                     |
| AF-SAM | Samangān                                        | Samangan                  | سمنگان                    |
| AF-SAR | Sar-e Pul                                       | Sar-e Pol                 | سرپل                      |
| AF-TAK | Takhār                                          | Takhar                    | تخار                      |
| AF-URU | Uruzgān                                         | Oruzgan                   | اروزگان                   |
| AF-WAR | Wardak                                          | Wardak                    | ميدان وردگ                |
| AF-ZAB | Zābul                                           | Zabul                     | زابل                      |

Notes
1. ↑  Nom en català no inclòs a l'estàndard ISO 3166-2.
2. ↑  Nom en persa (alfabet persa) no inclòs a l'estàndard ISO 3166-2.